# Новолачна смола
Новолачна смола (рос. новолачная смола, [новолак], англ. novolak resin) — термореактивна або термопластична фенолоальдегідна смола, здебільшого з молекулярною масою 500—900, яка є продуктом поліконденсації фенолів або їхніх алкільних чи фурильних похідних з альдегідами, що отверджуються гексаметилентетраміном, поліепоксидами та ін. Особливе промислове значення мають феноло- та крезолоформальдегідні смоли. Синонім — новолак.